# توبیاس میکلسون
توبیاس میکلسون (انگلیسی: Tobias Mikaelsson; ۱۷ نوامبر ۱۹۸۸ بازیکن فوتبال اهل سوئد بود.
از باشگاه‌هایی که در آن بازی کرده‌است می‌توان به باشگاه فوتبال پورت ویل و باشگاه فوتبال استون ویلا اشاره کرد.